# Marek Prawda

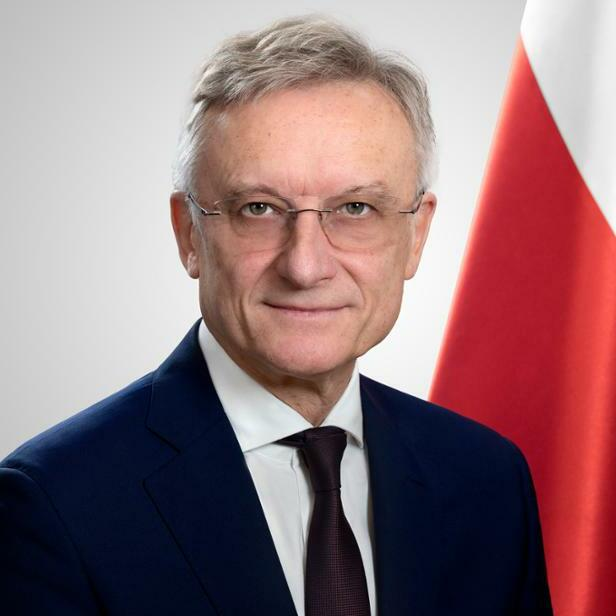
Marek Prawda (2024)

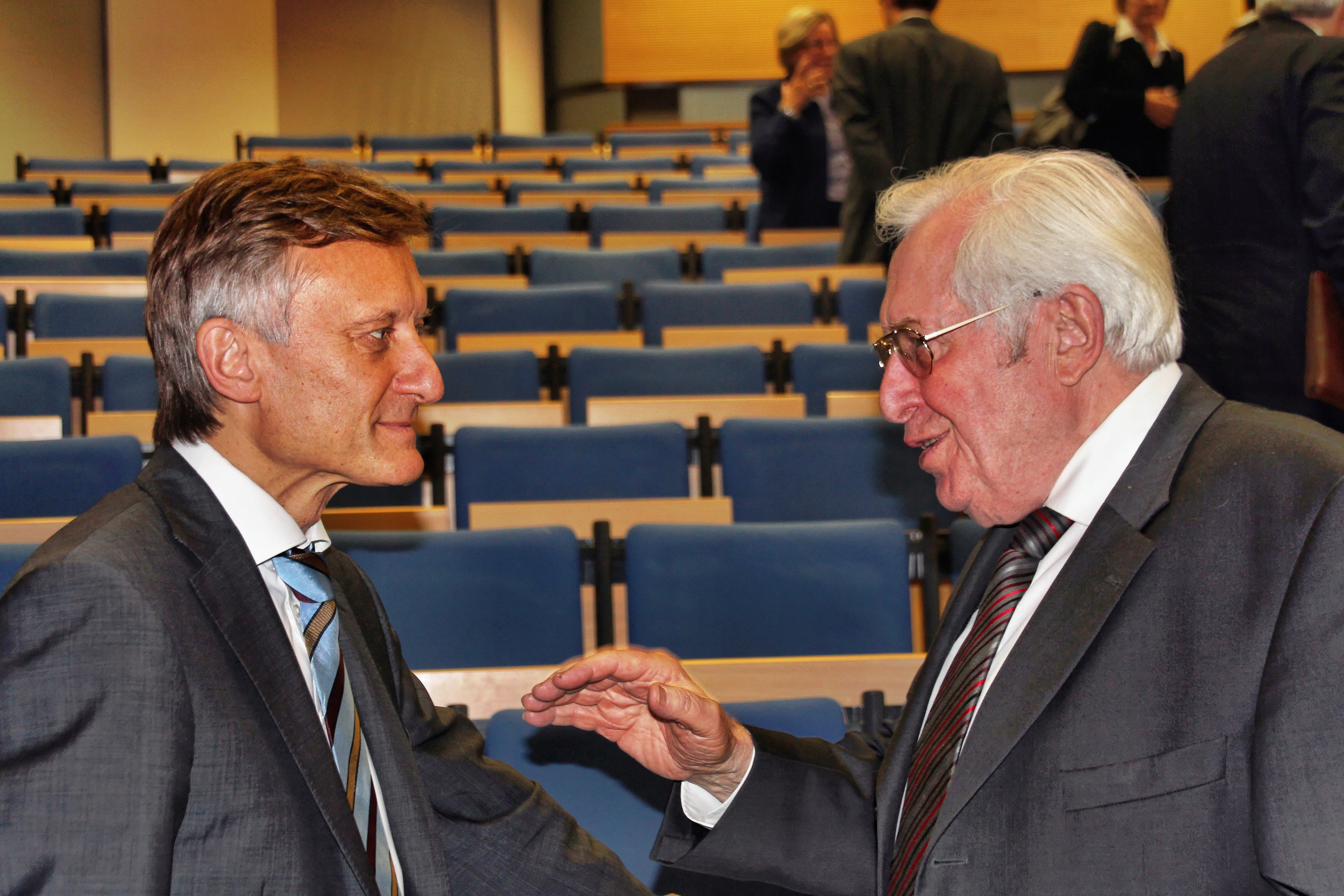
Marek Prawda im Gespräch mit Bernhard Vogel (2011)

Marek Władysław Prawda (* 1. Oktober 1956 in Kielce) ist ein polnischer Diplomat und war von 2016 bis 2021 Leiter der Vertretung der Europäischen Kommission in Warschau. Seit 2024 ist er Unterstaatssekretär im Außenministerium.

## Leben
1975 begann Marek Prawda ein Wirtschaftsstudium an der Universität Leipzig. 1979 bis 1990 widmete er sich der Forschung am Institut für Philosophie und Soziologie der Polnischen Akademie der Wissenschaften in Warschau. 1980 trat er in die Solidarność ein. 1984 promovierte er in Soziologie. Zu Studienzwecken hielt sich Prawda von 1987 bis 1989 an der Universität Hamburg auf. Nachdem er von 1990 bis 1992 am Institut für politische Studien an der Akademie der Wissenschaften in Warschau tätig gewesen war, wurde er 1992 zum 1. Botschaftssekretär der polnischen Botschaft in Deutschland berufen. An der Botschaft blieb er bis 1998. In dem Jahr wurde er stellvertretender Direktor der Abteilung für Westeuropa im Ministerium für Auswärtige Angelegenheiten Polens. Bereits ein Jahr darauf wurde er Direktor der Abteilung. 2001 wurde er kurzfristig Leiter des Ministerbüros im selben Ministerium. Noch im selben Jahr wurde er zum Botschafter Polens in Schweden berufen. Dies blieb er bis 2005, wo er in die Position des Direktors des Ministerbüros zurückkehrte. Von 2006 bis 2012 war Marek Prawda Botschafter der Republik Polen in Deutschland. Seit September 2012 war er Botschafter der Republik Polen bei der Europäischen Union. Mit Wirkung zum Ende des Monats Februar 2016 wurde er vorzeitig abberufen, regulär wäre seine Amtszeit erst im Herbst 2016 abgelaufen. Kurz nach seiner Abberufung als Repräsentant Polens bei der EU, ernannte ihn EU-Kommissionspräsident Jean-Claude Juncker zum Vertreter der EU-Kommission in Polen.
Marek Prawda schrieb für die in Olsztyn erscheinende Zeitschrift „Borussia“, die das gemeinsame deutsch-polnische Kulturerbe entdecken und bewahren will.
Er gehörte dem internationalen Preiskomitee der Adalbert-Stiftung an.

## Ehrungen
Prawda erhielt 2012 das Große Bundesverdienstkreuz und den Verdienstorden des Landes Brandenburg. Auf der 25. Jahrestagung der Deutsch-Polnischen Gesellschaft wurde Prawda 2016 in Danzig mit dem DIALOG-Preis ausgezeichnet. Die Laudatio hielt Gesine Schwan.